# Manuel Azcárate
Manuel Azcárate Diz (Madrid, 7 d'octubre de 1916 - Madrid, 25 d'agost de 1998) va ser un polític espanyol, dirigent del Partit Comunista d'Espanya (PCE) durant gran part del segle xx.
Era fill de Pablo de Azcárate y Flórez, diplomàtic espanyol, director de la Secció de Minories a la Societat de Nacions (1930-1933), i posteriorment secretari general adjunt d'aquella institució (1933-1936), que durant la Guerra Civil espanyola (1936-1939) va ser ambaixador de la República Espanyola a Londres. El seu avi era Gumersindo de Azcárate.
Va estudiar a la Facultat de Dret de la Universitat Complutense de Madrid i a la London School of Economics. Militant comunista des 1934, va ser dirigent de les Joventuts Socialistes Unificades (JSU). Després de la Guerra Civil espanyola es va exiliar a París, on va treballar en les redaccions dels òrgans d'expressió oficials del PCE, Mundo Obrero i Nuestra Bandera. Durant la Segona Guerra Mundial va treballar amb Jesús Monzón i després del fracàs de la invasió de la vall d'Aran de 1944 fou interrogat per Santiago Carrillo, qui el va mantenir en semidesgràcia fins al 1958.
Des de 1960 va ser membre del Comitè Central del PCE. De 1959 a 1964 va viure a l'URSS, tornant a Espanya en els inicis de la Transició, el 1976. Membre del Comitè Executiu des 1965, va ser responsable del treball del PCE en l'àmbit intel·lectual i universitari espanyol, i entre 1968 i 1981, responsable de política internacional. Entre 1976 i 1981 va dirigir la revista teòrica Nuestra Bandera.
Membre del Comitè Central i del Comitè Executiu del PCE, es va presentar a diputat per Lleó a les eleccions generals de 1977, però no va resultar escollit. Ferm partidari de l'eurocomunisme, al capdavant del sector dels renovadors es va veure enfrontat al secretari general, Santiago Carrillo des de 1980 i com a tal va ser expulsat dels òrgans de direcció el 1981 i del partit el 1982. Va relatar aquest procés en la seva obra Crisis del eurocomunismo (Argos Vergara, Barcelona, 1982). Des de llavors va treballar com a editorialista del diari El País. En aquest diari va publicar també el seu llibre La Izquierda Europea el 1986. El 1994 va guanyar el Premi Comillas per les seves memòries, Derrotas y esperanzas (Tusquets, Barcelona, 1994). Va morir de càncer.